# 高橋克典 (小説家)
高橋 克典（たかはし かつのり、1953年 - ）は日本の小説家。代表作に『レストラン「藤木」へようこそ』がある。
長野県安曇野市（旧南安曇郡穂高町）出身。公益財団法人日本オペラ振興会事務局勤務後、執筆活動を開始。

## 小説
- 「ひと駅だけのレム睡眠」 メタモル出版 1996年 ISBN 4-89595-126-X
- 「望みのすべて」 幹書房 	2000年  ISBN 4-944004-62-1
- 「東京スカイツリーへの手紙 あの塔は百年すればボクのもの」 日新報道 2010年 ISBN 978-4-8174-0711-5
- 「お月見横丁のトラ」 平原社 2015年 ISBN 978-4-938391-55-3
- 「レストラン「藤木」へようこそ」 平原社 2015年 ISBN 978-4-938391-54-6
- 「神の名前」 未知谷 2020年 ISBN 978-4-89642-600-7
- 「青樓にて 喜多川歌麿「雪月花」異聞」 未知谷 2024年 ISBN 978-4-89642-720-2

## 実用書
- 「パリジェンヌのおしゃれレッスン 自分のスタイルを見つけなさい」  ダイヤモンド社 2004年 ISBN 4-478-79058-2
- 「ブランドビジネス 成功と失敗を分けたもの」 中央公論新社 2007年 ISBN 978-4-12-150240-7
- 「信州蕎麦と温泉めぐり [蕎麦と温泉シリーズ」 幹書房 2007年 ISBN 978-4-902615-33-3
- 「GOOD DESIGN FILE 愛されつづけるデザインの秘密」 遊泳舎 2020年 ISBN 978-4-909842-05-3